# Laemanctus waltersi
Laemanctus waltersi — вид игуанообразных ящериц из семейства Corytophanidae. Обитает в Центральной Америке (северо-запад Гондураса). Это яйцекладущий вид. Место сбора голотипа: «Озеро Тикамайя, к востоку от Сан-Педро, между реками Хамелекон и Улуа, Гондурас».

## Этимология
Видовое название, waltersi, дано в честь таксидермиста Леона Л. Уолтерса, который вместе с Карлом Шмидтом собрал голотип.